# Lukas Gabriel
Lukas Gabriel (sinh 26 tháng 12 năm 1991) là một cầu thủ bóng đá Áo thi đấu cho câu lạc bộ ở Giải bóng đá hạng nhất quốc gia Áo FC Blau-Weiß Linz. Anh chơi ở vị trí trung vệ, đã thi đấu năm trận ở Giải bóng đá vô địch quốc gia Áo cho Ried, và Regional League cho Wels và FC Pasching.